# Mesillot
Mesillot (hebr. מסילות; ang. Mesillot lub Mesilot; pol. Drogi) – kibuc położony w Samorządzie Regionu Emek ha-Majanot, w Dystrykcie Północnym, w Izraelu. Członek Ruchu Kibuców (Ha-Tenu’a ha-Kibbucit).

## Położenie
Kibuc Mesillot jest położony na wysokości 117 metrów p.p.m. w intensywnie użytkowanej rolniczo Dolinie Bet Sze’an, u podnóża masywu górskiego Gilboa w Dolnej Galilei. Okoliczny teren jest płaski, opada jednak w kierunku wschodnim w depresję rzeki Jordan. Na północ od kibucu przepływa niewielka rzeka Charod, a na południe strumień Kibutsim. W okolicy są liczne stawy hodowlane oraz tereny rolnicze. W jego otoczeniu znajduje się miasto Bet Sze’an, oraz kibuce Reszafim, Meraw, Ma’ale Gilboa, Nir Dawid i Sede Nachum.
Mesillot jest położony w Samorządzie Regionu Emek ha-Majanot, w Poddystrykcie Jezreel, w Dystrykcie Północnym Izraela.

## Demografia
Większość mieszkańców kibucu jest Żydami, jednak nie wszyscy identyfikują się z judaizmem. Tutejsza populacja jest świecka:

## Historia
Pierwotnie w okolicy tej znajdowała się arabska wieś Tall al-Szawk. Została ona wysiedlona i zniszczona w dniu 12 maja 1948 roku podczas wojny domowej w Mandacie Palestyny. Dużo wcześniej tutejsze grunty wykupiły od arabskich mieszkańców żydowskie organizacje syjonistyczne.
Grupa założycielska kibucu Mesillot zawiązała się w 1932 roku. W jej skład wchodzili żydowscy imigranci z Polski, do których później dołączyli imigranci z Bułgarii. Byli to członkowie młodzieżowego ruchu syjonistycznego ruchu Ha-Szomer Ha-Cair. Przez kilka pierwszych lat uczyli się oni rolnictwa i zdobywali doświadczenie w rejonie osady Nes Cijjona. W lipcu 1937 roku przyjechali do Doliny Bet Sze’an i w dniu 22 grudnia 1938 roku założyli kibuc Mesillot. Była to typowa osada rolnicza, z obronną palisadą i wieżą obserwacyjną. Początkowo nazywał się En Gilboa (hebr. עין גלבוע), a później zmieniono jego nazwę na obecną. Podczas I wojny izraelsko-arabskiej w 1948 roku kibuc został zbombardowany przez iracki samolot. W nalocie zginęła jedna osoba, a kilka zostało rannych. W kolejnych latach do kibucu przyjechali imigranci z Egiptu i Argentyny.

### Nazwa
Nazwa kibucu oznacza „drogi” i odnosi się do wersetu biblijnego wyrażającego ufność narodu w Boga. Nazwa ta wyraża także stan pierwszych osadników, którzy znajdowali się na rozdrożu, i założyli swój dom właśnie między dwoma drogami pośrodku Doliny Bet Sze’an.

## Kultura i sport
W kibucu jest ośrodek kultury z biblioteką, basen kąpielowy, sala sportowa z siłownią oraz trzy boiska do piłki nożnej.

## Edukacja
Kibuc utrzymuje przedszkole i szkołę podstawową Rimon. Starsze dzieci są dowożone do szkoły średniej w kibucu Newe Etan. Jest tu także szkoła sportowa piłki nożnej HaPoel Bet Sze’an.

## Gospodarka i infrastruktura
Gospodarka kibucu opiera się na intensywnym rolnictwie, sadownictwie, hodowli drobiu i bydła mlecznego, oraz stawach hodowlanych. Uprawy rolne obejmują pszenicę, koniczynę, kukurydzę, słonecznik, groch, pomidory, bawełnę, warzywa i inne rośliny. Sady obejmują plantację bananów, granatów, orzeszków ziemnych i winorośli. Najważniejszym tutejszym zakładem jest założona w 1961 fabryka kabli stalowych Wire Rope Works Messilot Ltd., która zatrudnia około 60 pracowników. Firma Mofaz produkuje biżuterię ze złota i srebra. W kibucu jest przychodnia zdrowia, warsztat mechaniczny i elektryczny, oraz stolarnia.

## Transport
Z kibucu można wyjechać na północ i na południe. Na południe wyjeżdża się na drogę nr 669, którą jadąc na północny zachód dojeżdża się do skrzyżowania z drogą nr 6667 i dalej do kibucu Nir Dawid, lub jadąc na południowy wschód dojeżdża się do kibuców Reszafim i Szeluchot, i dalej do skrzyżowania z drogą nr 90. Natomiast wyjazd na północ jest na drogę nr 6667, którą jadąc na zachód dojeżdża się do skrzyżowania z drogą nr 669, lub jadąc na wschód dojeżdża się do miasta Bet Sze’an.